# Mariakyrkan, Sigtuna
Mariakyrkan är en av kyrkorna i Sigtuna församling i Uppsala stift och den äldsta byggnaden i Sigtuna som fortfarande är i bruk. 
Den tillhörande klockstapeln från 1700-talet eldhärjades under morgonen den 30 juni 2016. Vissa källor anser klockstapeln vara daterad redan till 1608. Den har återuppbyggts på samma plats, en höjd i närheten av Sankt Lars kyrkoruin.

## Kyrkobyggnaden

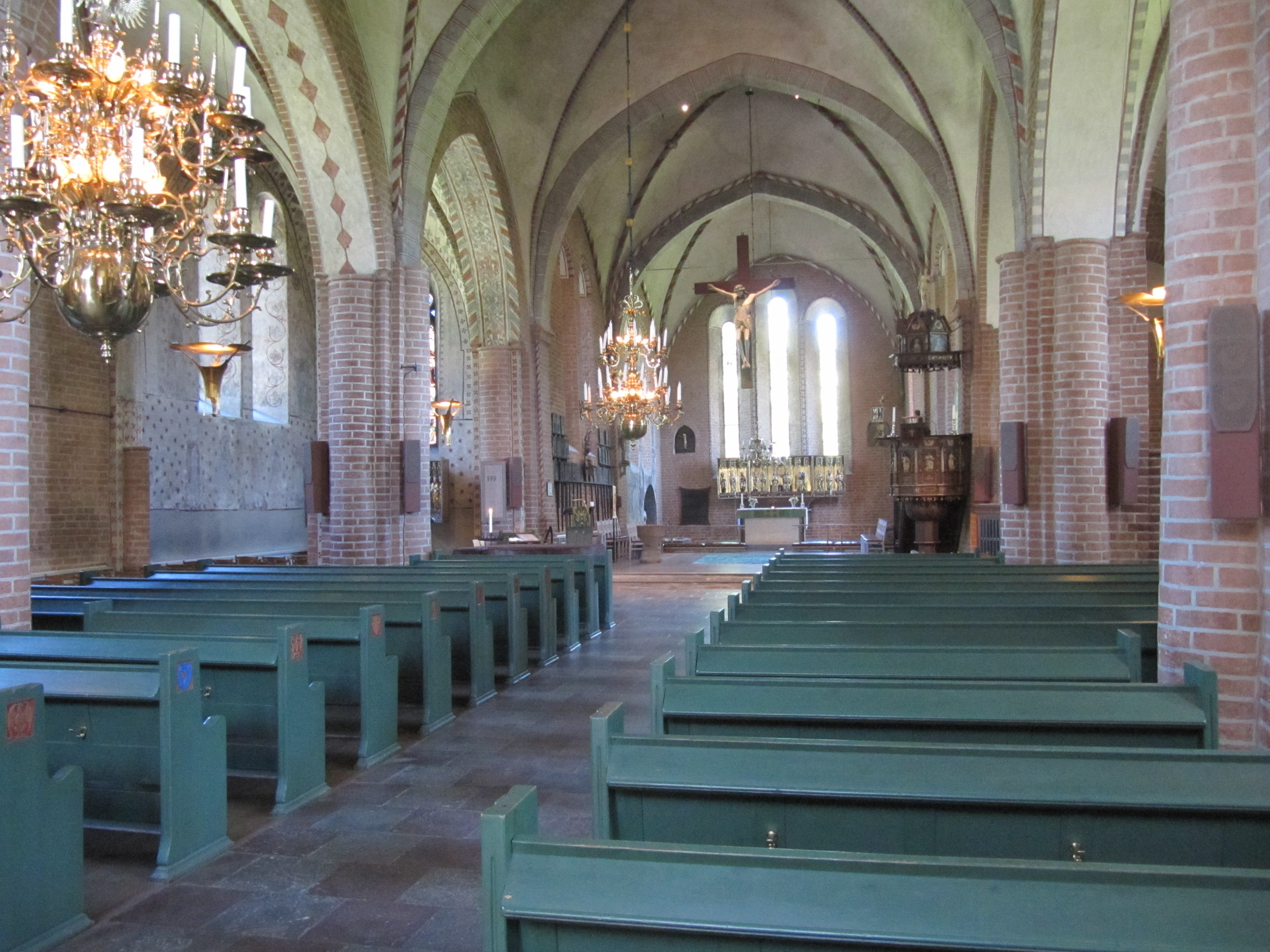
Mariakyrkan, Sigtuna, interiör.

Någon gång i mitten av 1230-talet påbörjades bygget av Mariakyrkan. Sent på hösten 1247 invigdes kyrkan men då var endast koret färdigt. Omkring 1255 var kyrkan färdig, då ärkebiskop Jarler begravdes i koret. Ärkebiskopens gravnisch finns ännu kvar i norra korväggen.
Sakristian tillkom i samband med en ombyggnad på 1280-talet. Då slogs även valven i långhuset vilka ersatte det platta innertaket av trä. Yttermurarna byggdes på och taket höjdes.
Mariakyrkan utfördes i en övergångsstil mellan romanik och gotik och den fick ett helt annat utseende än stenkyrkorna.
Vid reformationen 1530 befallde Gustav Vasa att klostret skulle rivas och Mariakyrkan blev då församlingskyrka.
Från 1600-talet till 1800-talet genomfördes endast reparationer och mindre åtgärder. År 1641 hade kyrkan hamnat i så dåligt skick att Sveriges regering ålade församlingen att renovera den. Vid denna renovering tillkom predikstolen.
En större restaurering ägde rum 1904–1905 då de medeltida kalkmålningarna togs fram och kompletterades.
SVT:s julotta år 2022 sändes från kyrkan.

## Placering

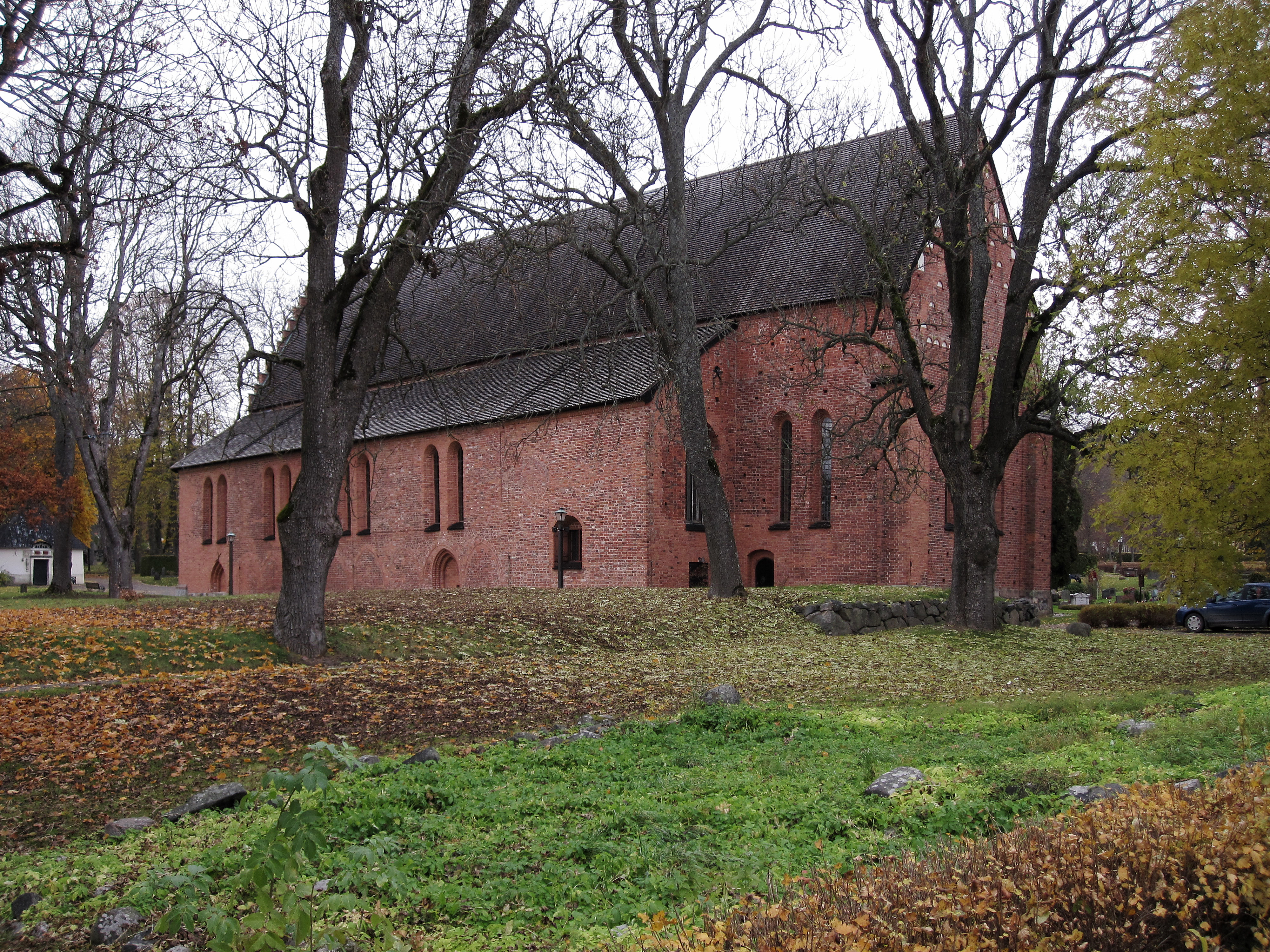
Mariakyrkan är den äldsta byggnaden i Sigtuna som fortfarande är i bruk.

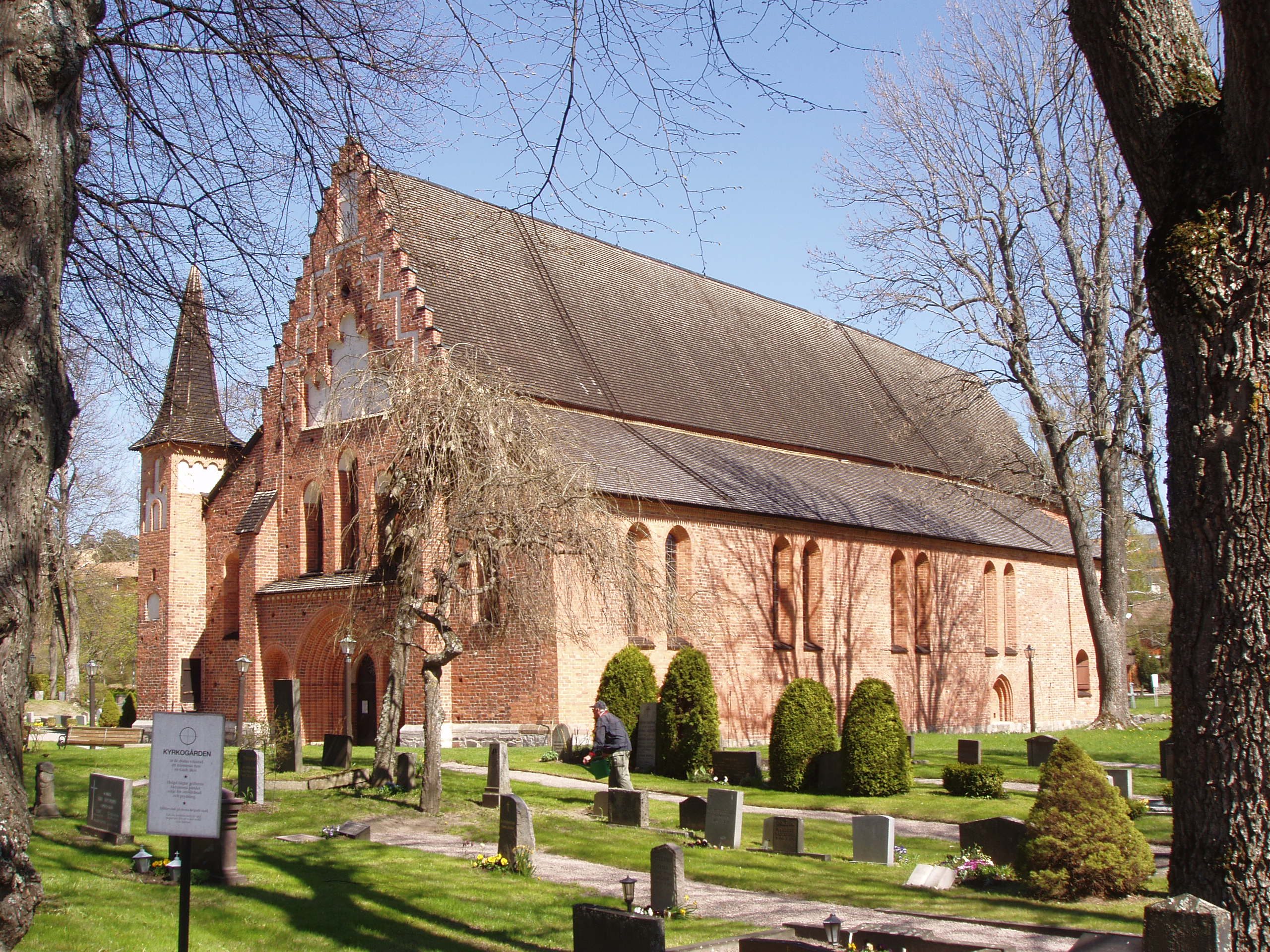
Västfasaden är från 1200-talets mitt. Västportalen har fint utmejslade profiler och ornament i teglet. I nordvästra hörnet syns tornet, eller rättare tourellen.

Kyrkan byggdes norr om det dominikaner- eller svartbrödrakloster, vars grundmurar ännu kan skönjas i marken. När klostret i Sigtuna anlades på 1230-talet hade bröderna verkat drygt 20 år, sedan deras orden grundats i Toulouse i Frankrike. Det var således med stor vitalitet denna och andra nybildade brödraskap vandrade genom Europa och etablerade sig i dess utposter. De nygrundade klostren verkade som kulturförmedlare, inte minst dominikanerkonventet i Sigtuna. Det är nämligen första gången i Sverige en monumentalbyggnad uppförs i tegel. Att svartbrödernas kyrka med sin gotiska resning och rika utformning gjorde intryck på svenskarna kan inte intygas bättre än med de många kyrkobyggen som från 1200-talets andra hälft uppfördes i Mariakyrkans teknik.
På Mariakyrkans kyrkogård ligger Sankt Olofs kyrkoruin. Där finns även ett fristående gravkor för familjen Gerner på Venngarn.

## Ombyggnader
Mariakyrkan har inte kunnat slussas genom århundradena utan att förändras. Den ursprungliga planen liknade visserligen den nuvarande med samma yta, men sidoskeppen såg annorlunda ut. Istället för den enhetliga fasad som nu syns mot norr och söder hade långhuset mot båda väderstrecken fyra kapelliknande utbyggnader, var och en med egen gavel.
Ombyggnaden skedde samtidigt som långhuset och koret höjdes på 1280-talet. Arbetena föranleddes av en högst genomgripande förändring i kyrkorummet. Långhusets platta paneltak och sidoskeppens trätunnvalv ersattes med ribbvalv och tegel. Korets valv med sina banddekorerade och ålderdomligt formade ribbor är äldre, eventuellt från invigningen 1247.

### Interiör
Spåren efter kyrkans äldsta rumslösning har inte helt kamouflerats. I interiören kan man på långhusets pelare se stöden till tidigare bågar som i sin tur burit det första innertaket.
Liksom exteriören tycks kyrkan även invändigt i ovanligt hög grad ha bevarat den medeltida karaktären. Det är inte generationers omhuldande av det gamla som räddat det medeltida arvet så odelat genom århundradena, utan istället de senare restaureringar och särskilt en upprustning 1966–1971 under arkitekterna Bengt Romares och Jerk Altons ledning. Trots att alla väsentliga konstföremål från olika tider behölls, återfördes Sankta Maria ett bra stycke närmare sin ungdom.

### Exteriör
I exteriören syns rader av fyra gavlar avteckna sig i norrfasadens murverk, och förhöjningen av långhuset syns som en tydlig skarv över gavelröstenas friser av rundbågar.
Nydaningen av kyrkan omfattade också ett i senare tid borttaget koppartak, över vilket en kopparklädd takryttare reste sig. Även sakristian har rivits, medan däremot tornet, eller rättare turellen, i nordvästra hörnet fått stå kvar. Från turellen kunde klosterbröderna predika för större folksamlingar som samlades utanför kyrkan. Predikogluggen är igenmurad, men syns i muren som en blindnisch.
I övrigt är fasaden tämligen oförändrad från 1200-talets mitt. Särskilt kan man lägga märke till västportalen med sina i teglet fint utmejslade profiler och ornament. Vad målningen i gavelröstets stora blindnisch föreställt lär däremot förbli okänt.

## Inventarier

### 1200-talet
- Till de äldsta hör de fyra korsen på väggarna, ursprungligen var det tolv kors, vilka målades där biskopen vid kyrkans invigning stänkt helig olja.
- Dopfuntarna är från omkring år 1200 och därmed äldre än kyrkan. De båda dopfuntarna är kyrkans äldsta föremål. Den ena dopfunten finns i koret och den andra innanför västportalen. Båda kan dateras till årtiondena runt 1200. De har sålunda ursprungligen inte varit avsedda för Mariakyrkan. Detsamma kan sägas om den romanska oljelampan, den så kallade brödstenen, som murats in i västportalen.

### 1300- och 1400-talen
I kyrkan finns två medeltida altarskåp i behåll. Skåpet i koret anses ha blivit färdigställt under 1400-talets senare del, medan flertalet skulpturer kan vara ungefär ett sekel äldre och således fått en ny placering.
- Altarskåpets huvudscen är Marie kröning omges av Bebådelsen samt Marias och Elisabets möte. I altarskåpets dörrar syns apostlar med sina respektive attribut. Undantaget utgörs av Santa Katarina av Alexandria - såvida det nu är svärd hon har hållit i handen. På dörrarnas utsidor finns framställningar av Konungarnas tillbedjan och Marie död.
- Lekmannaaltaret i norra sidoskeppet har tillverkats vid 1400-talets slut framställer den korsfäste Jesus med Maria och Johannes. Utanför kalvariegruppen står möjligen Maria Magdalena och den helige Olof.
- Det mindre altarskåpet tillverkades i Sverige på 1400-talet.
- De två nycklarna (ovanför ingången) och bokstaven P - aposteln Petrus - anses ha bevarats på ursprunglig plats sedan 1400-talet.
- I den högra av nischerna i valvbågen i korets östvägg står en märklig byst från tiden efter 1400-talets mitt. Skulpturen har tjänat som relikgömma och är den enda så kallade huvudrelikvarien som bevarats i Norden. Kristus som smärtoman på korets norra vägg tillhör också 1400-talets andra hälft. Till sist bör också skulpturen mitt emot nämnas, bilden av ordens grundare, Sankta Dominikus, skuren på 1420-talet.
- Figurmålningar på norra korväggen. Kompositionen är tänkt som ett epitafium över två ärkebiskopar, Jarler, död 1255, och Peter Filipsson (latiniserat till Petrus Philippi), ärkebiskop i Uppsala från 1332 till 1341, död 1341, vilka begravts under golvet nedanför målningen. Båda biskoparna stod konventet nära, och möjligen var Jarler den som invigde kyrkan. Nischen i väggen är till hans minne. När Peter Filipsson begrovs murades nischen igen för att ge utrymme för väggmålningen. Den öppnades åter vid 1900-talets början. I mitten syns Gud Fader själv på en tron och till vänster om honom den ene av biskoparna.

Målningen bättrades ganska hårt vid restaureringen kring 1900, vilket också gäller bilderna i långhuset från 1400-talets mitt. I valvet över ingången syns Gud Fader med Kristus på korset och nedanför nakna själar som på yttersta dagen stigit upp ur sina gravar. Till vänster ser man jungfru Maria. Bebådelsescenen till höger är däremot en konstruktion av restauratorn. På äldre fotografier kan man i stället se hur ärkeängeln Mikael håller i en våg som Maria med sitt finger överbalanserar för att den av synder tyngda människan i andra skålen ska bli litet lättare.
I bågen mot nästa valv kan man observera de tolv apostlarna, Kristus och Maria samt nederst två helgon. Målningen på långhusets norra vägg är antagligen i flera avseenden förvanskad. Men några av svitens figurer kan ändå identifieras, till exempel ordensstiftaren Dominikus själv med en bok och den helige Franciskus med stigmatiserade händer. Båda står till höger om kalvariegruppen, där Johannes och Maria ofrivilligt fått byta plats med varandra i början av 1900-talet.

### 1500- och 1600-talen
- Glasmålningarna är i allmänhet från 1600-talet, men en bör särskilt uppmärksammas, bilden ovanför ingången.
- I valvbågen hänger ett triumfkrucifix som är ett svenskt arbete. Kristusfiguren är från omkring år 1500. Triumfkrucifixet har tillverkats i Sverige omkring 1500, medan korset är nytillverkat. Termen "triumfkrucifix" betecknar den triumf som den återuppståndne Jesus Kristus (Christus triumphans) vann över döden. Krucifixet är placerat i anslutning till triumfbågen, det vill säga i övergången mellan kor och långhus.
- Predikstolen är från 1647 och visar Jesus som världens frälsare. Predikstolen anses vara ett arbete av konstsnickaren Claes Hebel, verksam vid Venngarns slott.[6]

### 1700-talet och våra dagar
- Orgeln är modern bakom en fasad från 1747.
- Gobelängen i koret utfördes 1970 till minne av den pågående restaureringen. Den är vävd i Sydafrika och har komponerats av Azariah Mbata.

## Orgel
- 1511 sattes ett positiv upp i koret.
- 1747 byggde Olof Hedlund, Stockholm en orgel med 9 stämmor, en manual och bihängd pedal.
- 1924 byggde Åkerman & Lunds Nya Orgelfabriks AB, Sundbybergs köping en orgel med 23 stämmor, två manualer och pedal. 1939 omdisponerades orgeln av Bo Wedrup, Uppsala.
- 1971 byggde Gebrüder Jehmlich, Dresden, Tyskland en orgel med 24 stämmor, två manualer och pedal.   Den nuvarande orgeln byggdes 2000 av Grönlunds Orgelbyggeri AB, Gammelstad. Tonomfånget är 58/30 toner. Orgeln har mekanisk traktur och registratur.

| Huvudverk I    | Svällverk II      | Pedal      | Koppel |
| Quintadena 16´ | Gedackt 8´        | Subbas 16´ | I/P    |
| Principal 8´   | Salzinal 8'       | Oktava 8´  | II/P   |
| Rohrflöte 8'   | Principal 4'      | Gedackt 8' | II/I   |
| Oktava 4'      | Flöte 4'          | Oktava 4'  |        |
| Spitzflöte 4'  | Quinta 3'         | Mixtur III |        |
| Quinta 3'      | Waldflöte 2'      | Basun 16'  |        |
| Oktava 2'      | Tertia 1 3/5'     | Trumpet 8' |        |
| Mixtur IV      | Scharf III        |            |        |
| Trumpet 8'     | Dulcian 8'        |            |        |
|                | Crescendosvällare |            |        |

### Kororgel
Kororgeln byggdes 1981 av Åkerman & Lund Orgelbyggeri AB, Knivsta. Orgeln är mekanisk med slejflåda. Den har ett tonomfång på 54/25.
| Manual      | Pedal   |
| Gedackt 8'  | Bihängd |
| Rörflöjt 4' |         |
| Gemshorn 2' |         |
| Oktava 1'   |         |
| Regal 8'    |         |

## Personminnen
Bland personminnena har de båda ärkebiskopsgravarna i koret redan nämnts.

På norra korväggen finns figurmålningar, tänkt såsom ett epitafium över de två ärkebiskoparna, Jarler, död 1255, och Peter Filipsson (latiniserat till Petrus Philippi), ärkebiskop i Uppsala från 1332 till 1341, död 1341, vilka begravts under golvet nedanför målningen. Båda biskoparna stod konventet nära, och möjligen var Jarler den som invigde kyrkan. Nischen i väggen är till hans minne. När Peter Filipsson begrovs murades nischen igen för att ge utrymme för väggmålningen. Den öppnades åter vid 1900-talets början. I mitten syns Gud Fader själv på en tron och till vänster om honom den ene av biskoparna.
- Ett väl så intressant monument är gravstenen över Nils Jonsson i Rickeby från 1319, numera uppställd i södra sidoskeppet. Det är slående hur denna gravstenskonst levt vidare.
- Vid hällen vid norra korväggen avbildas sida vid sida makarna Krister Gabrielsson Oxenstierna (1545-1592) till Steninge, friherre och riksråd, och makan Beata Karlsdotter Gera. Till monumentet hör även reliefen på väggen med makarnas vapen. De sexton sköldarna med anvapen bars i begravningsprocessionen.
- Epitafiet över krigskommissarien och riksrådet Måns Mårtensson Palm finns inmurat i södra långhusväggen. Måns Mårtensson Palm representerade Sverige vid Freden i Stolbova 1617. Monumentet höggs i början av 1640-talet, eventuellt i skulptören Heinrich Wilhelms verkstad.

## Exteriör och interiör

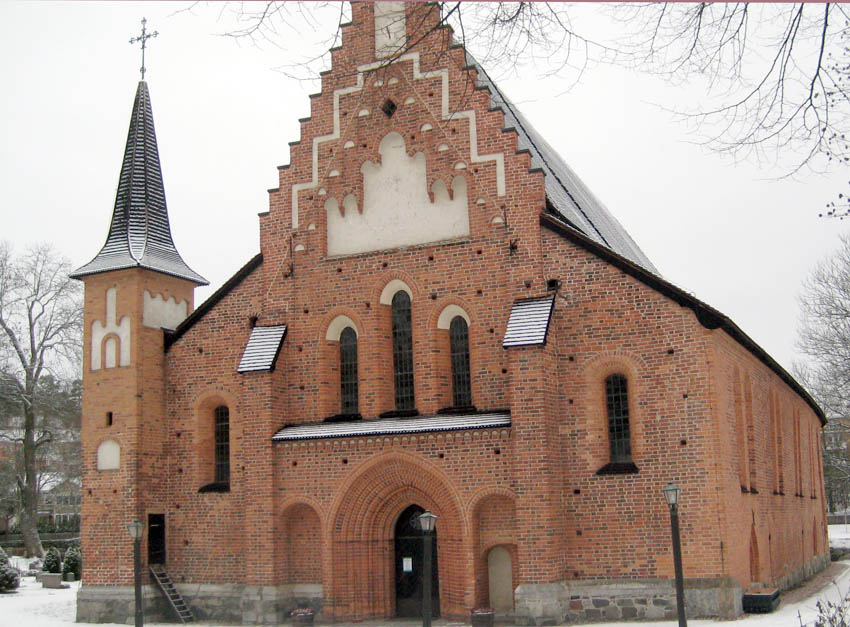
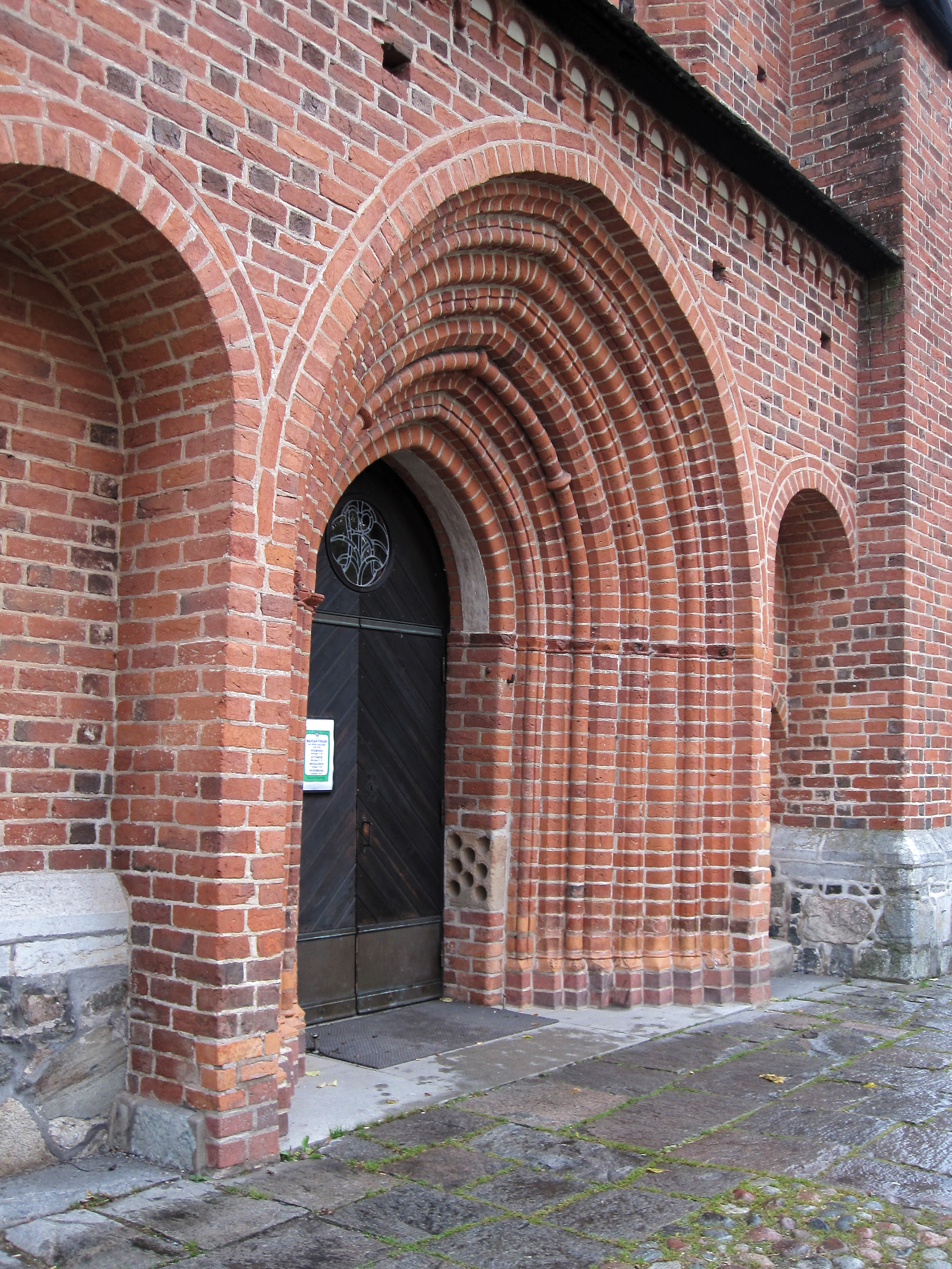
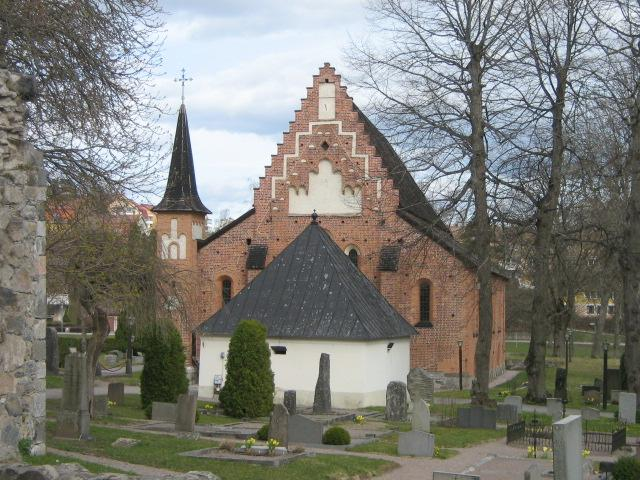
I förgrunden Gernerska gravkoret.
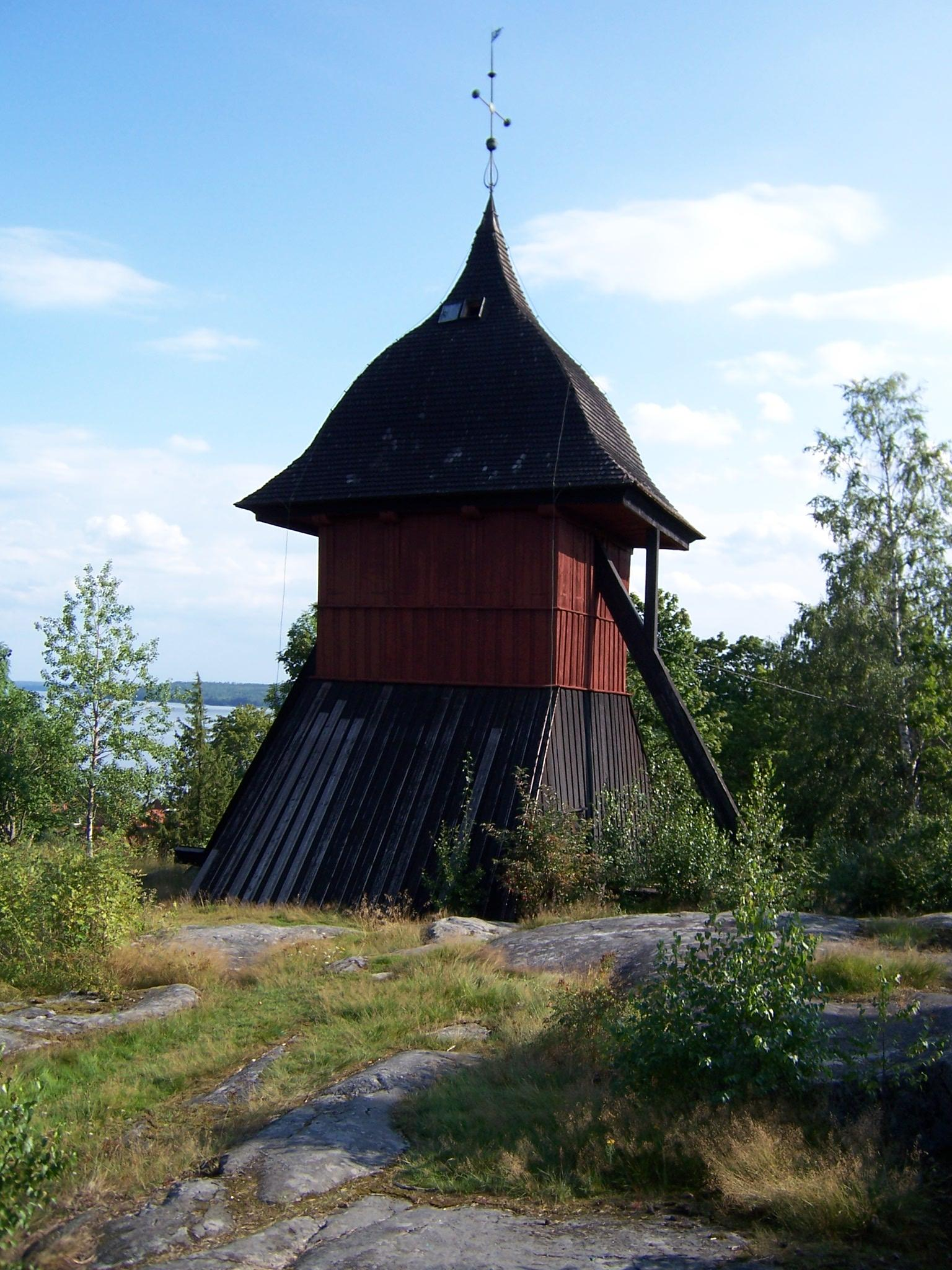
Klockstapeln innan den brann ned.
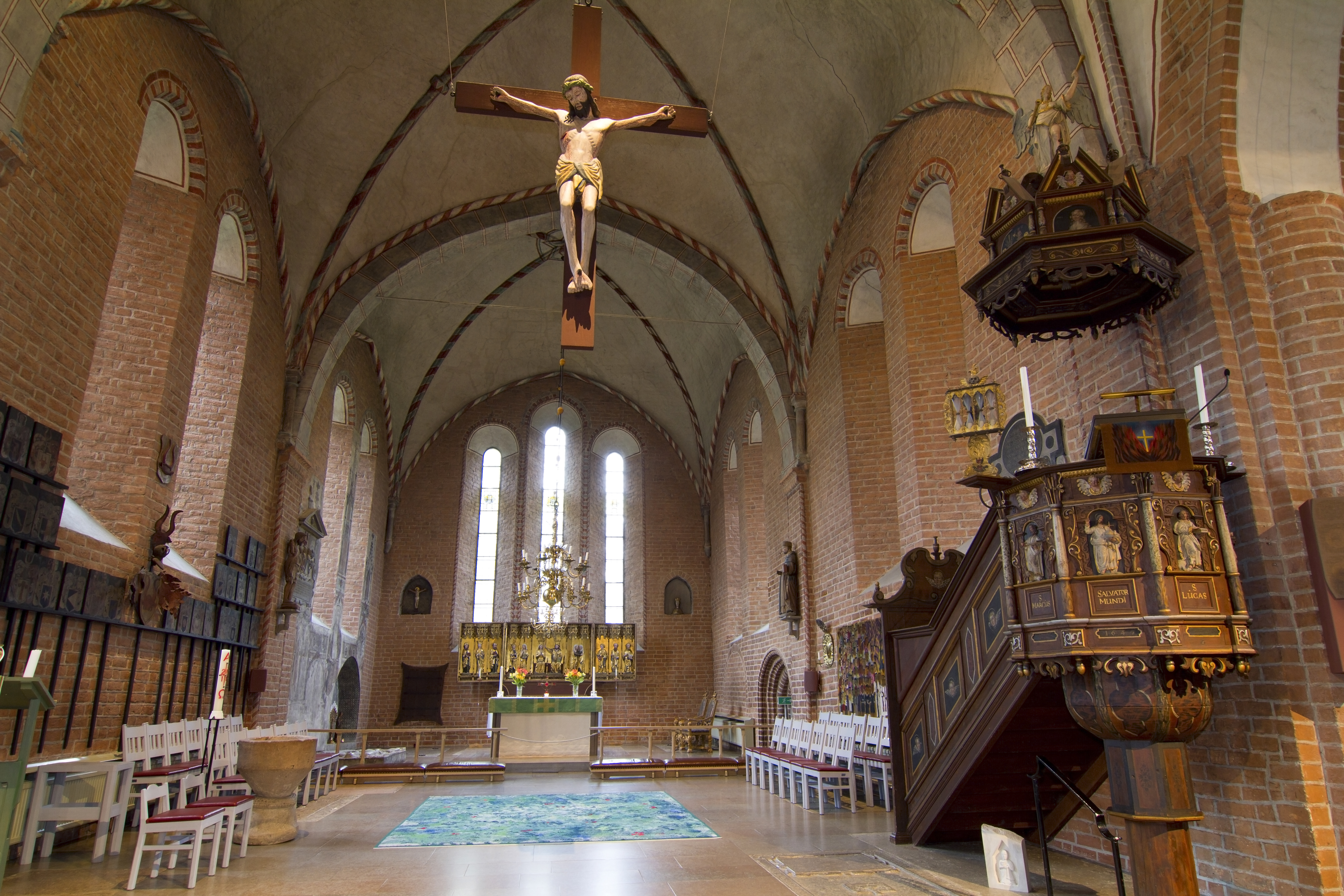
Interiör.
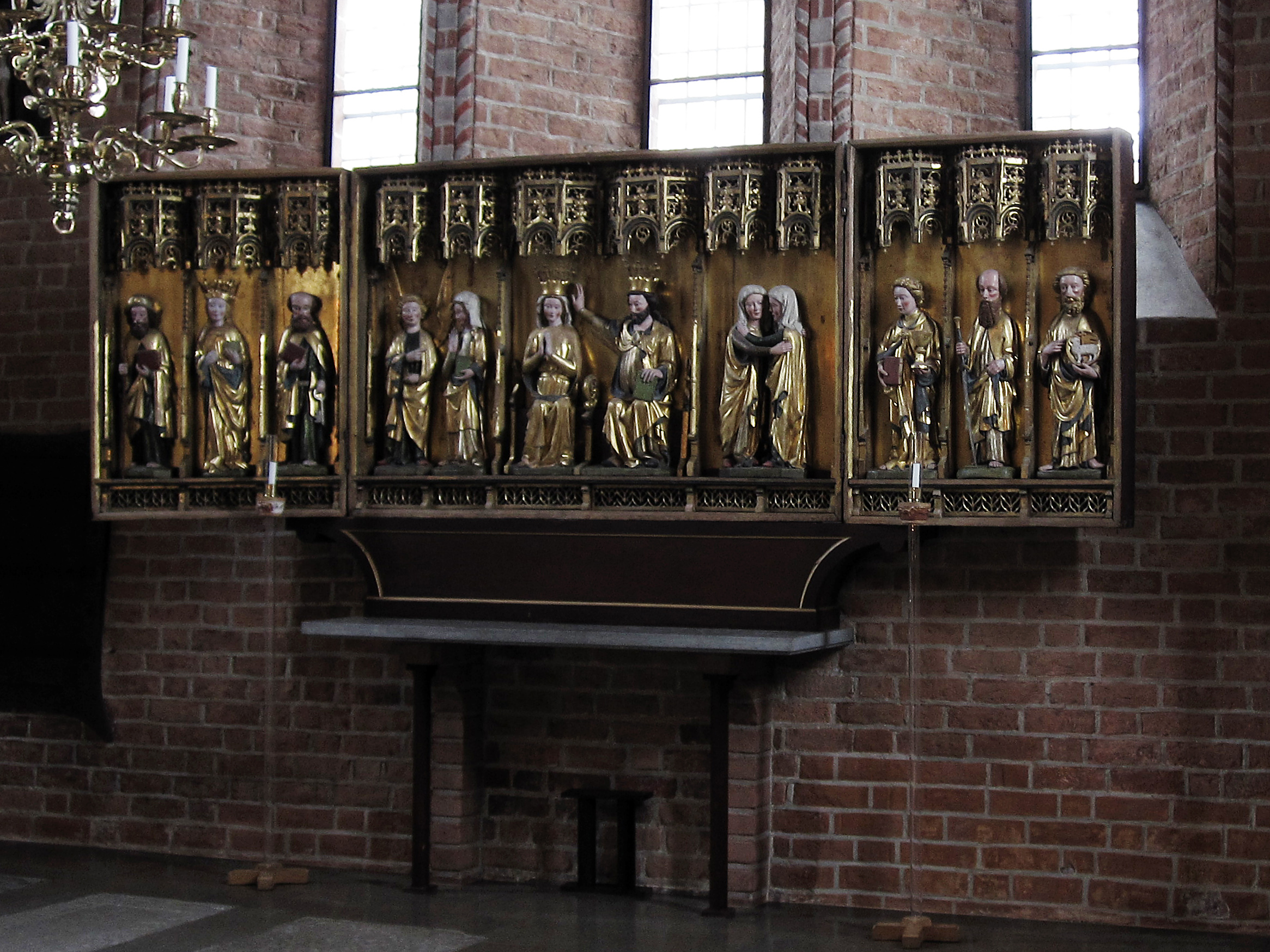
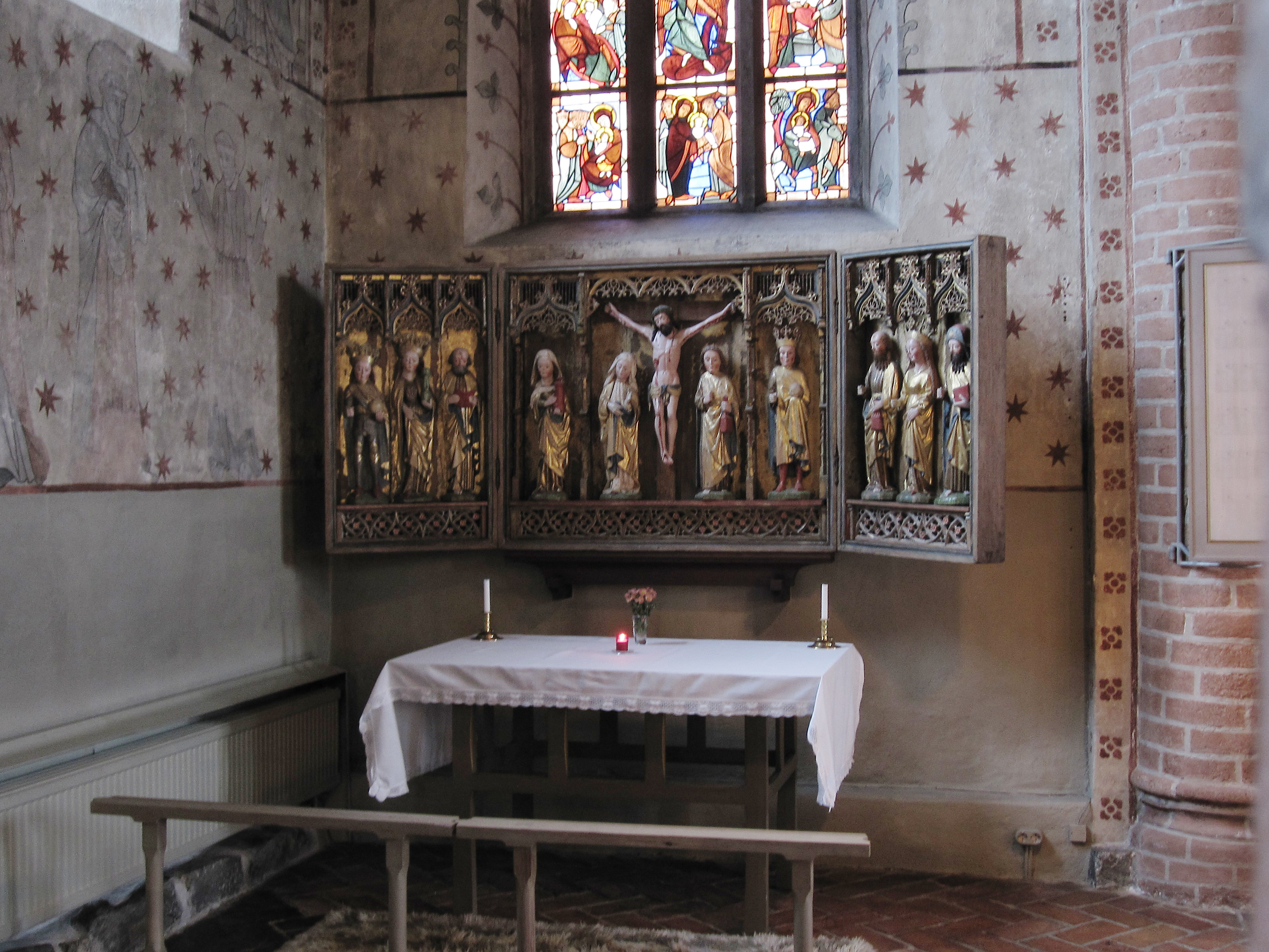
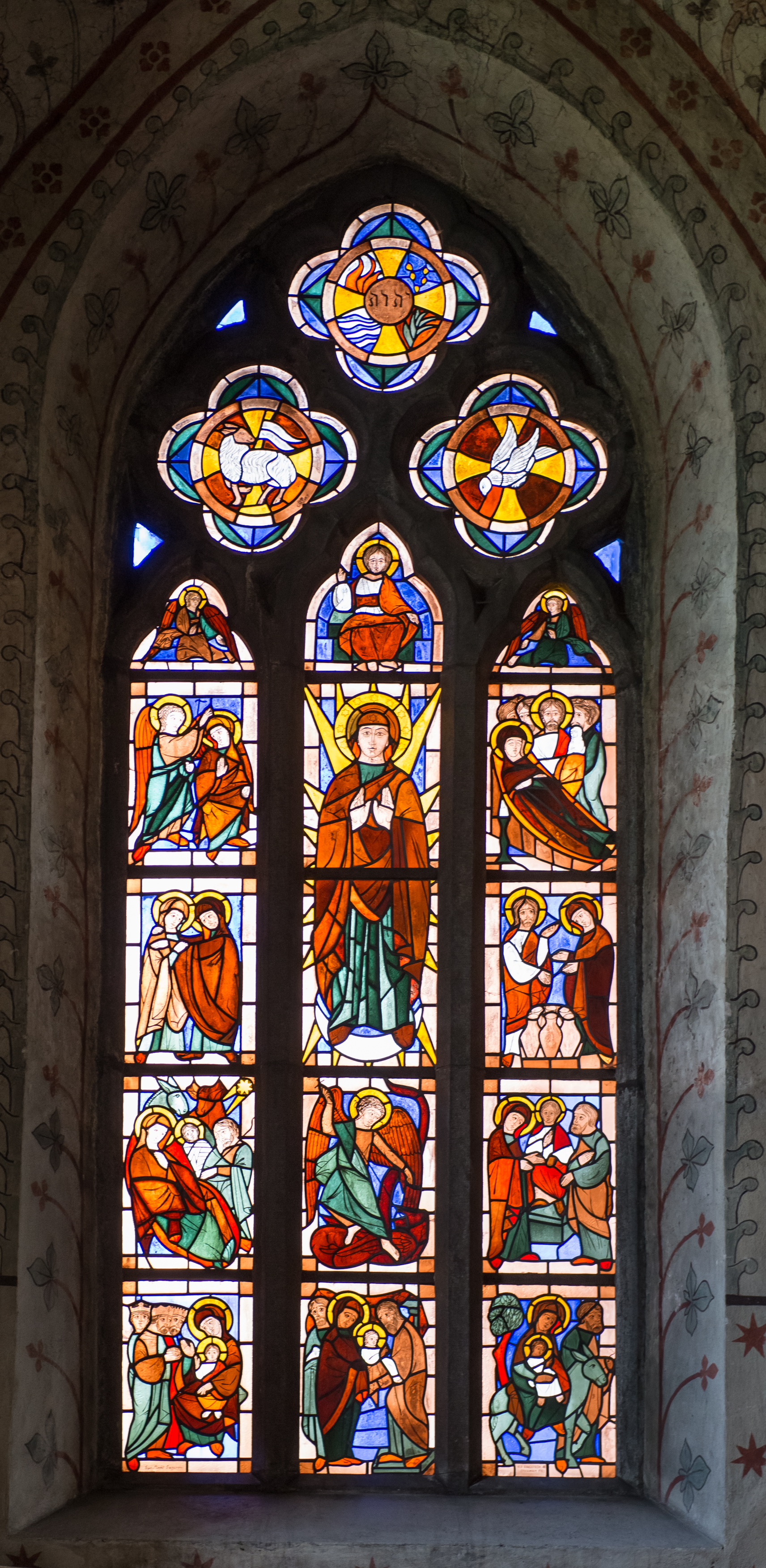
Kyrkfönster.
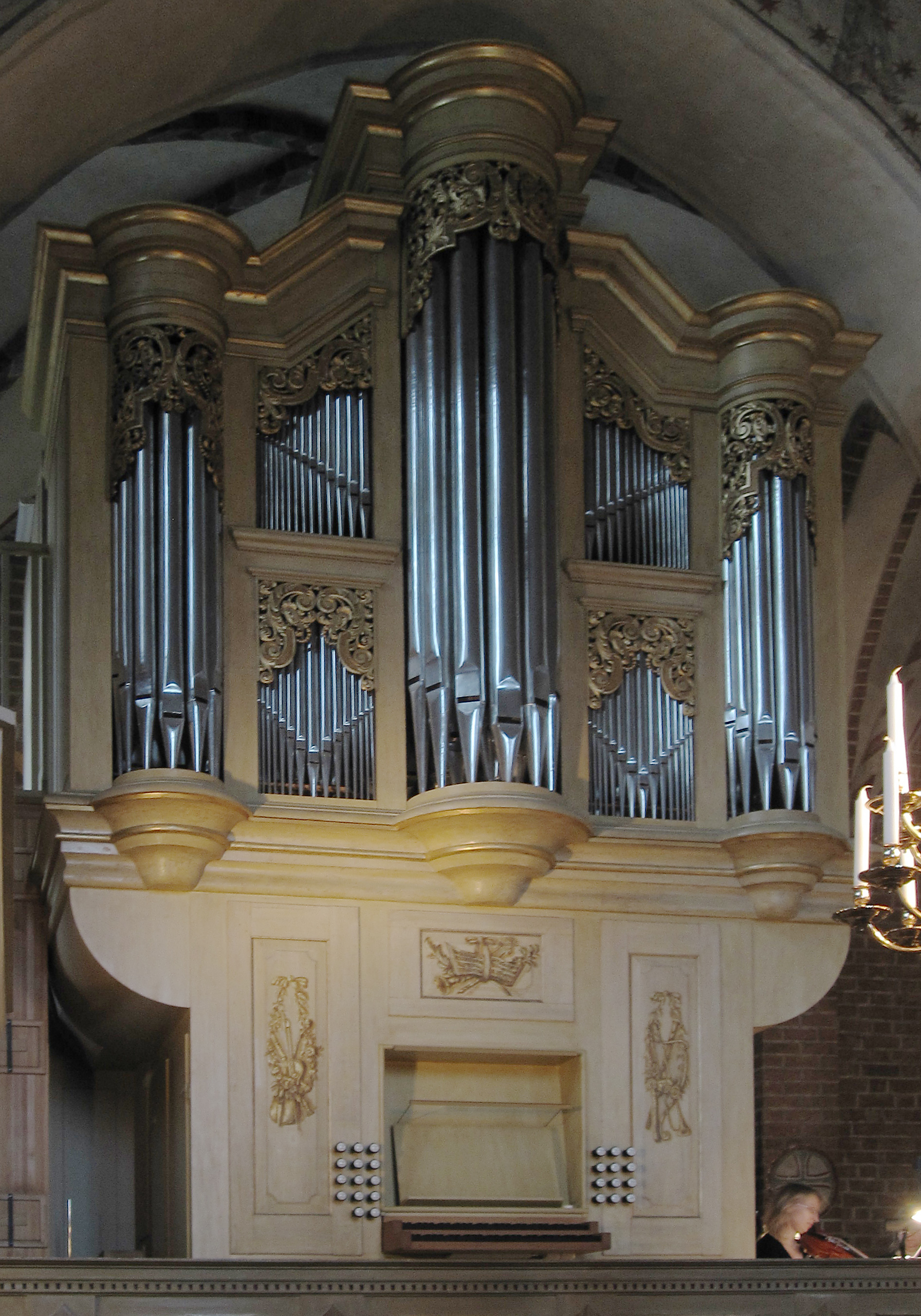
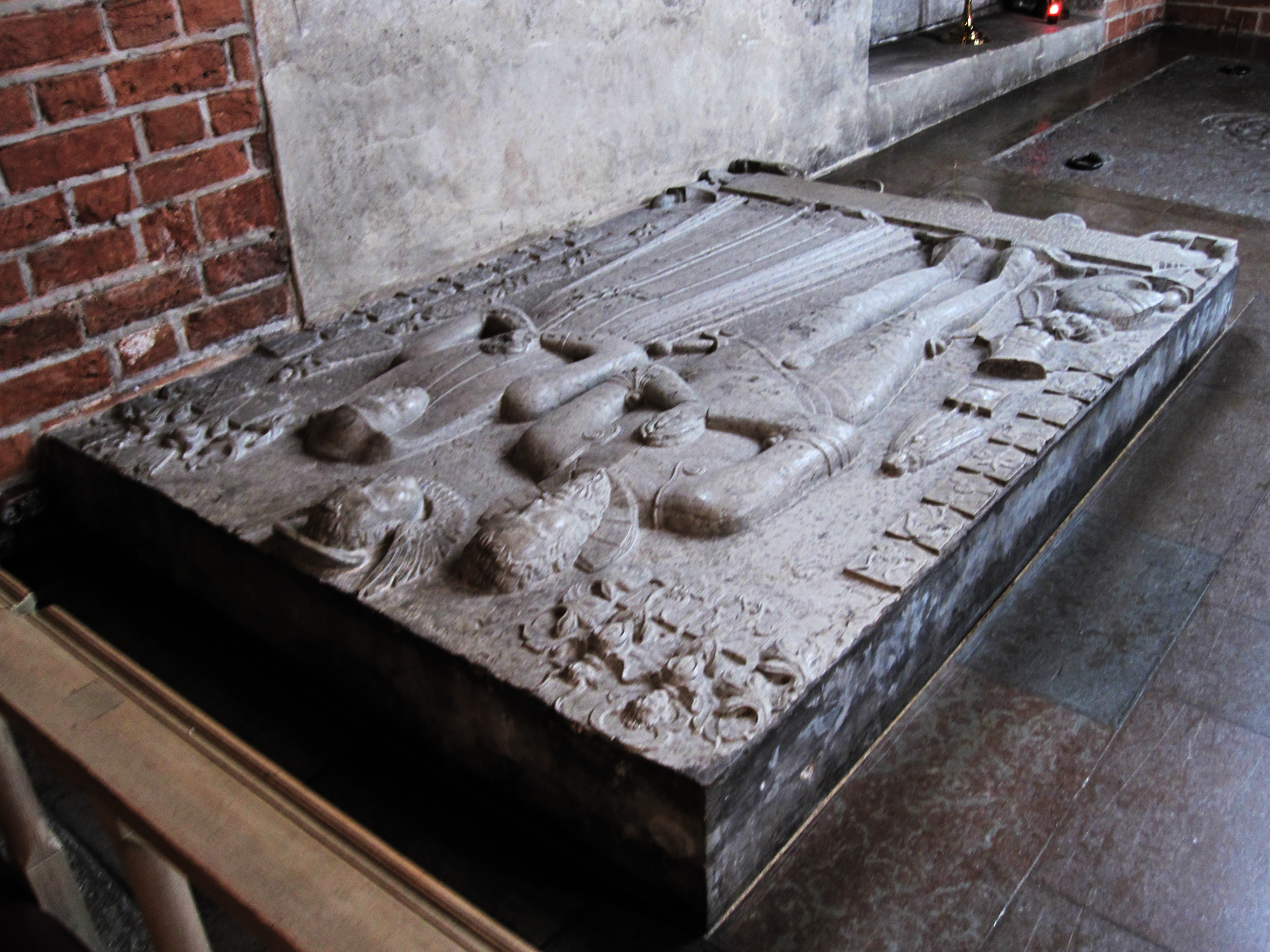
Gravsten över Krister Gabrielsson (Oxenstierna) och Beata Karlsdotter Gera.
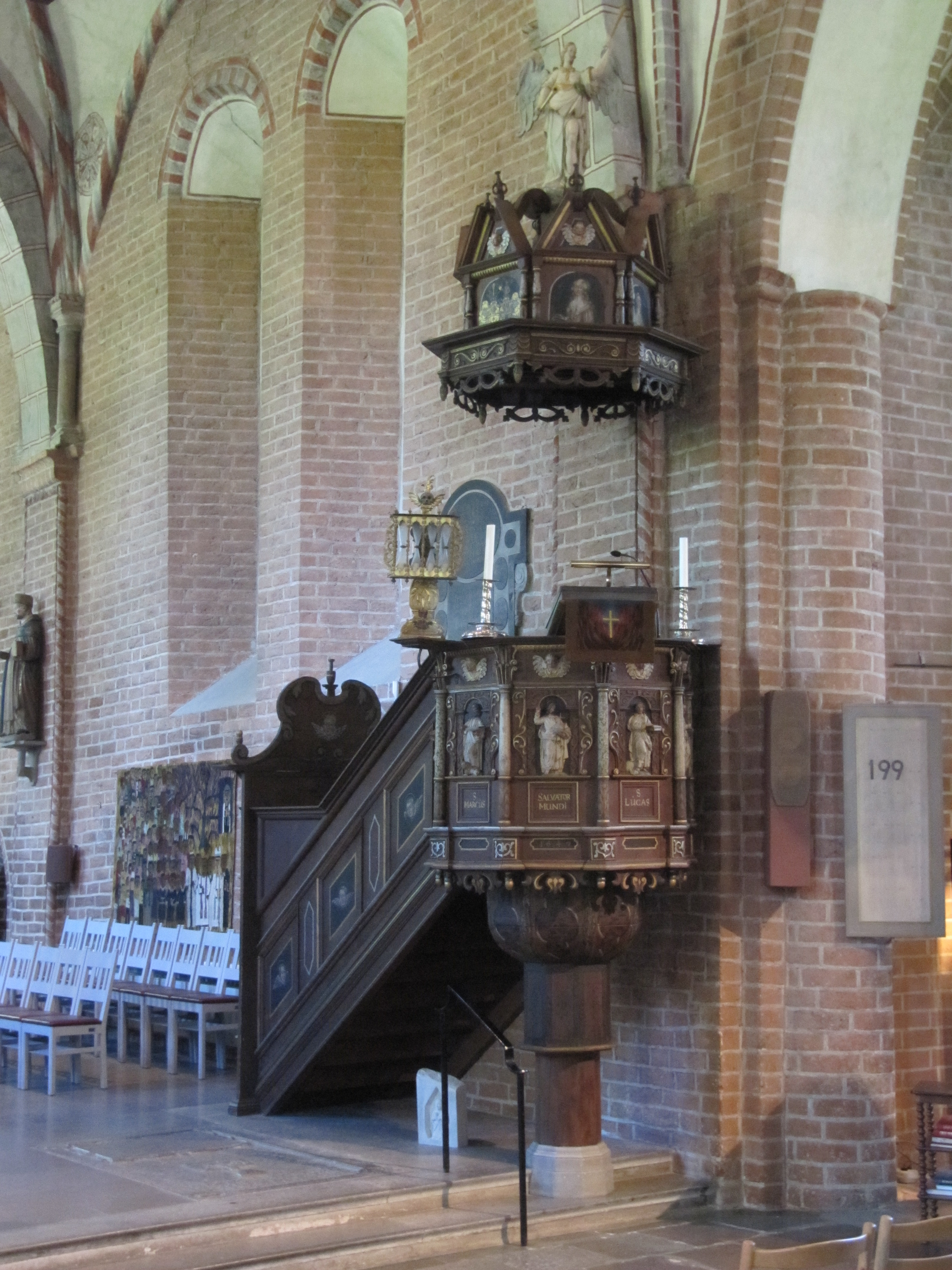
Predikstolen.
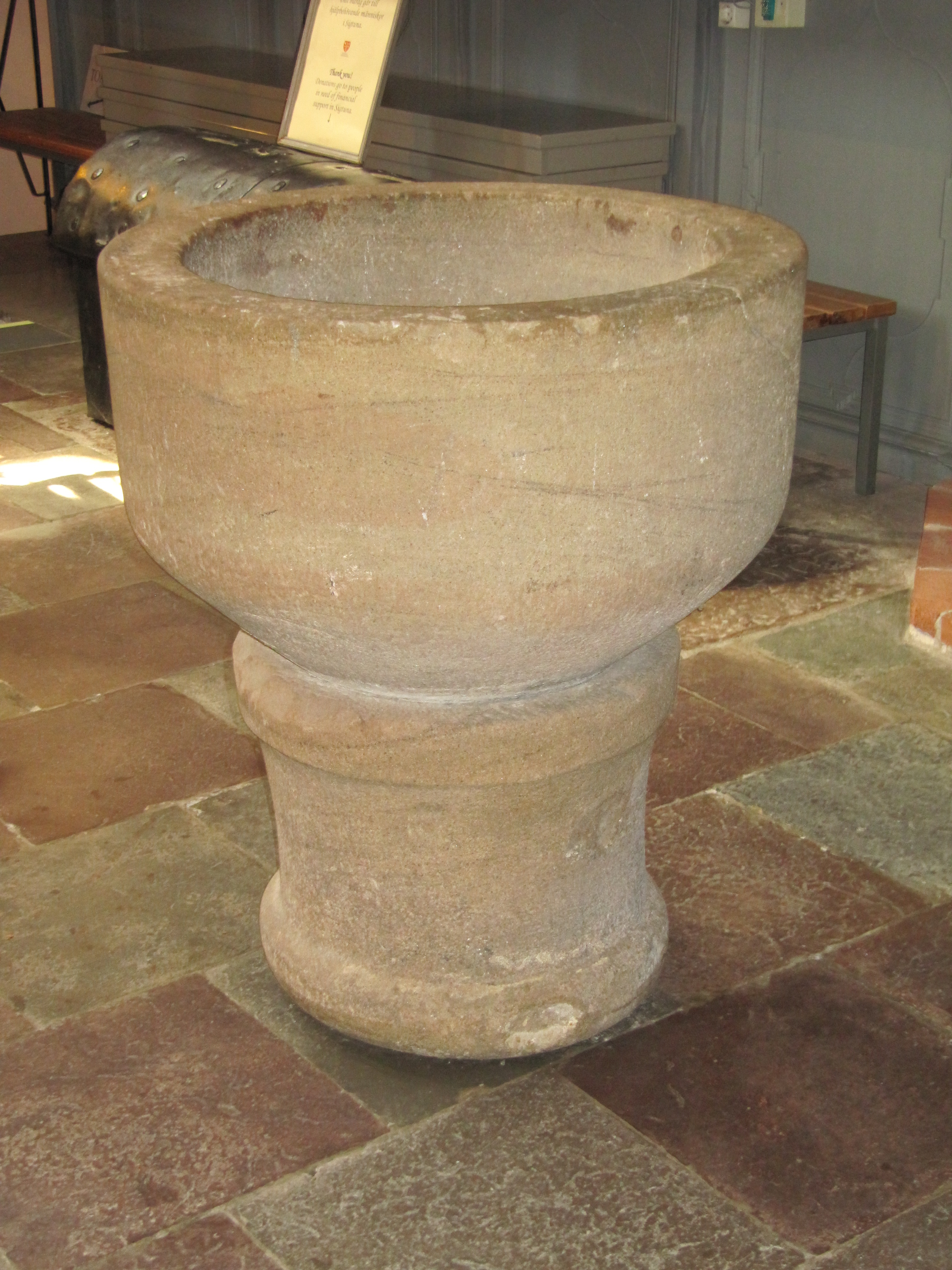
Dopfunten.